# Bjorligruppen
Bjorligruppen bildades 1985 som en samverkansorganisation mellan ett tiotal svenska och norska behandlingskollektiv och öppenvårdsenheter som arbetade med hasselapedagogik. Till de svenska kollektiven hörde Örträskkollektivet, Timråkollektivet, Lilla Forsakollektivet och Granhultkollektivet.  Bakgrunden till bildandet var konflikter inom hasselarörelsen, vilket ledde fram till en splittring. Dels fanns olika uppfattningar om den då nya LVU-lagen, dels fanns personmotsättningar och olika synsätt på ledningen av kollektiven. Bjorligruppen var också kritiska till att det ursprungliga Hasselakollektivet inte tillämpade nolltolerans mot alkohol för sina ungdomar. Bjorligruppens kollektiv började så småningom arbeta efter tolvstegsfilosofi. Under 1990-talet verkar samverkansorganisationen ha upphört. 